# Karol Čálik
Karol Čálik (* 15. března 1945 Trnava) je slovenský herec a zpěvák (tenor). V roce 1966 absolvoval studium herectví na VŠMU v Bratislavě. Od roku 1966 byl členem činohry SND a od roku 1968 členem – sólistou zpěvohry. Jeho komediální herectví využil také film a televize (Sváko Ragan, 1976).

## Filmografie
- 1965: Námestie svätej Alžbety
- 1968: Dialóg 20-40-60 (chuligán)
- 1969: Génius (výtvarník)
- 1970: Zločin slečny Bacilpýšky (kozmonaut Dodino)
- 1971: Hľadači svetla (Willy)
- 1972: Tie malé výlety
- 1973: Skrytý prameň (tovariš)
- 1974: Deň, ktorý neumrie (Jamriško)
- 1974: Veľká noc a veľký deň
- 1975: Pacho, hybský zbojník (zbojník Jano)
- 1976: Stratená dolina (Ferdo)
- 1976: Sváko Ragan
- 1977: Advokátka (Dežo)
- 1978: Poéma o svedomí (partyzán Ďuro)
- 1979: Hra na telo
- 1979: Prerušená hra (Frido Megál)
- 1979: Rosnička
- 1981: Člny proti prúdu (Korček)
- 1981: Noční jazdci (Štefan Hnácik)
- 1982: Za humny je drak
- 1984: Falošný princ (koňský handíř)
- 1986: Galoše šťastia (druhý lampář)
- 1986: Přátelé Bermudského trojúhelníku (Ferdo)
- 1986: Utekajme, už ide!
- 1987: Válka volů - (TV seriál)
- 1987: Začiatok sezóny (Fero)
- 1988: Hurá za ním (Cejpek)
- 1989: V meste plnom dáždnikov (Duban)
- 1991: Un coeur à prendre (TV - Dva kroky od raja), r. Michel Vianey, Francúzsko (Trombonne)
- 2001: Hana a jej bratia (Kveta).
- 2006: Susedia (Poručík Fekete) - (TV seriál)